# ええじゃん鍋
ええじゃん鍋（ええじゃんなべ）は、広島県内各地で販売されているご当地鍋料理である。

## 概要
2005年（平成17年）10月に開催された「ひろしまフードフェスティバル」で初めて出展された料理で、広島県産の海の幸、山の幸を一度に楽しんでもらおうと開発された。具材は広島かき、広島牛、広島豚、生シイタケ、アスパラガス、ゴボウ、ニンジン、タマネギ、サトイモ、白ネギ、青ネギ、ショウガなど広島産を活用し、特製の「広島ええじゃん鍋の素」で煮込む。2007年（平成19年）からは一般の飲食店でも販売を始めた。